# Rickettsia felis
Rickettsia felis ist ein Krankheitserreger aus der Gattung der Rickettsien und Auslöser des Flohfleckfiebers.
R. felis ist ein gramnegatives, 0,8–2 × 0,3–0,5 µm großes, obligat intrazelluläres Bakterium. Die Kultivierung ist schwierig, sie gelingt auf vom Krallenfrosch abgeleiteten XTC2-Zellen bei 28 °C.
Der Erreger wurde vermutlich erstmals 1918 aus einem Katzenfloh isoliert und 1990 bei Screeninguntersuchungen von Katzenflöhen auf Rickettsia typhi in Kalifornien wiederentdeckt. Die endgültige Charakterisierung erfolgte 2001. Neben dem Katzenfloh kann R. felis auch durch den Menschenfloh, den Hundefloh, den Igelfloh und den bei Nagern vorkommenden Floh Anomiopsyllus nudata übertragen werden. Neben der Aufnahme des Bakteriums beim Saugakt von infizierten Säugetieren wurde bei Flöhen auch eine transovarielle Weitergabe an die Flohnachkommen nachgewiesen.
Aufgrund der serologischen Reaktivität gegenüber R.-typhi-Antikörpern wurde R. felis zunächst in die Fleckfiebergruppe der Rickettsien einsortiert. Mittlerweile ist das Bakterium vollständig sequenziert. Genetische Analysen des gemeinsamen 17-kDa-Antigen-Gens (htrA) und der 16S rRNA legen nahe, dass der Erreger zur Zeckenstichfieber-Gruppe gehört, in der es das einzige nicht durch Zecken übertragene Bakterium ist. Das Ringchromosom besteht aus 1486 Basenpaaren und ist damit länger als das anderer Rickettsien. Zudem enthält das Bakterium, ebenfalls unüblich für Rickettsien, zwei Plasmide.